# Provincia Udon Thani
Udon Thani (în thailandeză อุดรธานี) este o provincie (changwat) din Thailanda. Situată în regiunea de Nord-Est, provincia Udon Thani are în componența sa 20 districte (amphoe), 155 de sub-districte (tambon) și 1682 de sate (muban). 
Cu o populație de 1.534.008 de locuitori și o suprafață totală de 11.730,3 km2, Udon Thani este a 7-a provincie din Thailanda ca mărime după numărul populației și a 11-a după mărimea suprafeței.